# Trichaea daedala
Trichaea daedala là một loài bướm đêm trong họ Crambidae.